# تروی سالتن
تروی سالتن (به انگلیسی: Troy Slaten) (زاده ۲۱ فوریهٔ ۱۹۷۵) بازیگر آمریکایی است.
از فیلم‌های معروف او می‌توان به بازی در فیلم جانی خطرناک اشاره کرد.